# Sultanbeyli
Sultanbeyli [ejtsd: szultanbejli] Isztambul tartomány egyik ázsiai oldalon fekvő körzete, területe 35 km². Az egyik leggyorsabban növekvő népességű körzet, míg a lakosság száma 1985-ben mindössze 3600 fő volt, öt évvel később már meghaladta a 82 000 főt. 1992-ben lett önálló körzet. Gazdaságát leginkább az építő- és textilipari vállalkozások jellemzik.